# Дем'янівська сільська рада (Галицький район)
| Дем'янівська сільська рада — орган місцевого самоврядування у Галицькому районі Івано-Франківської області з адміністративним центром у с. Дем'янів. Історична дата утворення: в 1940 році. Відновлена в 1990 році. Водоймища на території, підпорядкованій даній раді: Бурштинське водосховище. Сільській раді підпорядковані населені пункти: - с. Дем'янів |

## Склад ради
Рада складається з 18 депутатів та голови.

### Керівний склад ради
| ПІБ                                  | Основні відомості                                            | Дата обрання | Дата звільнення |
| ------------------------------------ | ------------------------------------------------------------ | ------------ | --------------- |
| Комарницький Володимир Володимирович | Сільський голова, 1970 року народження, освіта, безпартійний | 26.03.2006   | 31.10.2010      |

Примітка: таблиця складена за даними джерела